# 린츠
린츠(독일어: Linz)는 오스트리아 북부의 중심에 위치해 있는 오버외스터라이히주의 주도이며 오스트리아에서 세 번째로 큰 도시이다. 동유럽 체코 국경에서 30km 남쪽에 있으며, 도나우강을 끼고 있다. 오스트리아의 철강 도시로 일컬어진다.

## 역사
린츠는 서기 799년 린츠라는 이름으로 기록되었으며 도시는 과거 로마인들에 의해 발견되었다. 신성 로마 제국의 지방 정부가 있던 도시로 도나우강을 끼고 있는 지리적 요건 때문에 체코와 폴란드, 이탈리아 등을 잇는 중요한 무역의 길목으로써 역할을 해 왔다. 합스부르크 왕가의 프리드리히 3세 (신성 로마 제국)가 말년을 보냄으로 짧은시간이지만 합스부르크 제국 시절에 가장 중요한 도시이기도 했다. 1493년 왕이 죽은 뒤 도시는 명성을 잃게 되었다.
린츠를 거쳐간 사람 중 유명한 사람으로는 행성운동법칙을 만든 수학자 요하네스 케플러가 있다. 작곡가 안톤 브루크너 역시 린츠에 살며 지역 작곡가로, 교회 오르간 연주자로 18년간 린츠에 머물렀다. 두 사람의 이름을 딴 요하네스 케플러 대학, 브루크너 하우스가 있다.
이외 아돌프 히틀러가 린츠 근처의 브라우나우암인에서 태어났으며 유년기에 린츠로 넘어와 어린 시절을 보냈다. 초등학교 졸업 후 린츠의 직업학교에 입학하였으며 말년의 히틀러는 린츠가 그의 진정한 고향이라 여겼다고 전해진다. 린츠를 나치의 제3제국으로 만들기 위한 대규모의 건축 계획을 구상했고 제2차 세계 대전 당시에는 도시의 경제적 번영을 위해 거대 산업화를 진행했다.
오늘날 린츠는 중요한 문화 도시이자 전자 예술의 중심지입니다.

## 인구
| 연도 | 인구    | ±%      |
| ---- | ------- | ------- |
| 1900 | 83,356  | —       |
| 1951 | 184,685 | +121.6% |
| 1961 | 195,978 | +6.1%   |
| 1971 | 204,889 | +4.5%   |
| 1981 | 199,910 | −2.4%   |
| 1991 | 203,044 | +1.6%   |
| 2001 | 183,504 | −9.6%   |
| 2006 | 188,968 | +3.0%   |
| 2011 | 189,845 | +0.5%   |
| 2015 | 197,427 | +4.0%   |
| 2016 | 200,843 | +1.7%   |

## 기후
| 린츠의 기후 | 린츠의 기후   | 린츠의 기후   | 린츠의 기후  | 린츠의 기후 | 린츠의 기후 | 린츠의 기후 | 린츠의 기후  | 린츠의 기후  | 린츠의 기후 | 린츠의 기후 | 린츠의 기후 | 린츠의 기후   | 린츠의 기후   |
| 월 | 1월           | 2월           | 3월          | 4월         | 5월         | 6월         | 7월          | 8월          | 9월         | 10월        | 11월        | 12월          | 연간          |
| --- | ------------- | ------------- | ------------ | ----------- | ----------- | ----------- | ------------ | ------------ | ----------- | ----------- | ----------- | ------------- | ------------- |
| 역대 최고 기온 °C (°F) | 17.2 (63.0)   | 18.6 (65.5)   | 24.4 (75.9)  | 29.8 (85.6) | 33.1 (91.6) | 35.4 (95.7) | 37.4 (99.3)  | 37.8 (100.0) | 34.9 (94.8) | 26.1 (79.0) | 23.9 (75.0) | 14.8 (58.6)   | 37.8 (100.0)  |
| 일평균 최고 기온 °C (°F) | 2.8 (37.0)    | 5.8 (42.4)    | 10.4 (50.7)  | 16.7 (62.1) | 20.2 (68.4) | 24.3 (75.7) | 25.2 (77.4)  | 24.9 (76.8)  | 20.2 (68.4) | 14.0 (57.2) | 8.1 (46.6)  | 3.5 (38.3)    | 14.7 (58.5)   |
| 일일 평균 기온 °C (°F) | 0.5 (32.9)    | 2.2 (36.0)    | 6.6 (43.9)   | 11.6 (52.9) | 15.9 (60.6) | 19.2 (66.6) | 20.9 (69.6)  | 20.6 (69.1)  | 15.9 (60.6) | 10.8 (51.4) | 5.6 (42.1)  | 1.5 (34.7)    | 10.9 (51.6)   |
| 일평균 최저 기온 °C (°F) | −1.8 (28.8)   | −1.1 (30.0)   | 2.3 (36.1)   | 6.4 (43.5)  | 10.4 (50.7) | 14.2 (57.6) | 15.2 (59.4)  | 15.0 (59.0)  | 11.5 (52.7) | 7.0 (44.6)  | 3.0 (37.4)  | −0.7 (30.7)   | 6.8 (44.2)    |
| 역대 최저 기온 °C (°F) | −30.0 (−22.0) | −26.0 (−14.8) | −22.7 (−8.9) | −4.0 (24.8) | −2.3 (27.9) | 0.7 (33.3)  | 5.7 (42.3)   | 4.9 (40.8)   | −1.1 (30.0) | −6.5 (20.3) | −14.5 (5.9) | −27.2 (−17.0) | −30.0 (−22.0) |
| 평균 강수량 mm (인치) | 56.6 (2.23)   | 48.5 (1.91)   | 65.8 (2.59)  | 51.3 (2.02) | 88.9 (3.50) | 89.2 (3.51) | 105.1 (4.14) | 95.3 (3.75)  | 69.4 (2.73) | 58.5 (2.30) | 54.6 (2.15) | 56.5 (2.22)   | 839.7 (33.06) |
| 평균 강설량 cm (인치) | 18 (7.1)      | 17 (6.7)      | 7 (2.8)      | 0 (0)       | 0 (0)       | 0 (0)       | 0 (0)        | 0 (0)        | 0 (0)       | 0 (0)       | 5 (2.0)     | 14 (5.5)      | 61 (24)       |
| 평균 강수일수 (≥ 1.0 mm) | 10.0          | 9.0           | 10.1         | 8.1         | 11.2        | 10.8        | 12.3         | 10.1         | 9.3         | 8.9         | 9.3         | 10.9          | 120.0         |
| 평균 상대 습도 (%) (14:00)                                                                                                   | 77.9          | 69.1          | 59.8         | 52.5        | 53.9        | 55.6        | 54.9         | 55.2         | 61.4        | 68.3        | 77.2        | 80.6          | 63.9          |
| 평균 월간 일조시간 | 49.3          | 93.5          | 119.3        | 171.4       | 234.7       | 222.6       | 238.6        | 236.2        | 172.6       | 110.3       | 49.2        | 43.4          | 1,741.1       |
| 가능 일조율 | 20.2          | 36.0          | 35.5         | 46.4        | 54.9        | 51.0        | 53.8         | 57.0         | 49.8        | 37.4        | 20.2        | 18.6          | 40.1          |
| 출처: 오스트리아 중앙기상지구역학연구소 (평년값: 1991년~2020년, 극값: 1939년~현재, 강설: 1981년~2010년, 일조: 1971년~2000년) |               |               |              |             |             |             |              |              |             |             |             |               |               |

## 이동
린츠는 오스트리아의 오버외스터라이히 주와 남부 보헤미아의 중요한 교통허브로 역할을 하고있다. 시내 중심의 남서쪽에 위치한 린츠 공항은 프랑크푸르트, 뒤셀도르프, 비엔나로 향하는 직항 노선이 있고 여름과 겨울에는 계절 노선들이 추가된다. 라이언에어가 런던 스탠스테드 공항으로. 오스트리아의 주요 철도들이 다니는 중앙역에는 서부철도가 비엔나와 서부 오스트리아, 독일, 스위스를 이어준다. 도나우 강에도 다양한 종류의 산업 선박과 관광 크루즈들이 다니고 있다. 시내에서는 트램, 버스, 트롤리버스들이 이용되고 있다.

## 자매 도시
- 미국 캔자스시티 (1988년)
- 스웨덴 노르셰핑 (1995년)
- 독일 베를린 샤를로텐부르크 (1995년)
- 핀란드 탐페레 (1995년)
- 이탈리아 모데나 (1992년)
- 대한민국 광양 (1991년)
- 독일 할레 (1975년)
- 스웨덴 린셰핑 (1995년)
- 체코 체스케부데요비체 (1987년)
- 포르투갈 알부페이라 (2008년)
- 루마니아 브라쇼브 (2012년)
- 러시아 니즈니노브고로드 (1993년)
- 터키 에스키셰히르 (2012년)
- 우크라이나 자포리자 (1983년)
- 튀니지 가베스 (1977년)
- 니카라과 산카를로스 (1988년)
- 중국 청두시 (1983년)
- 독일 린츠암라인 (1987년)

## 갤러리

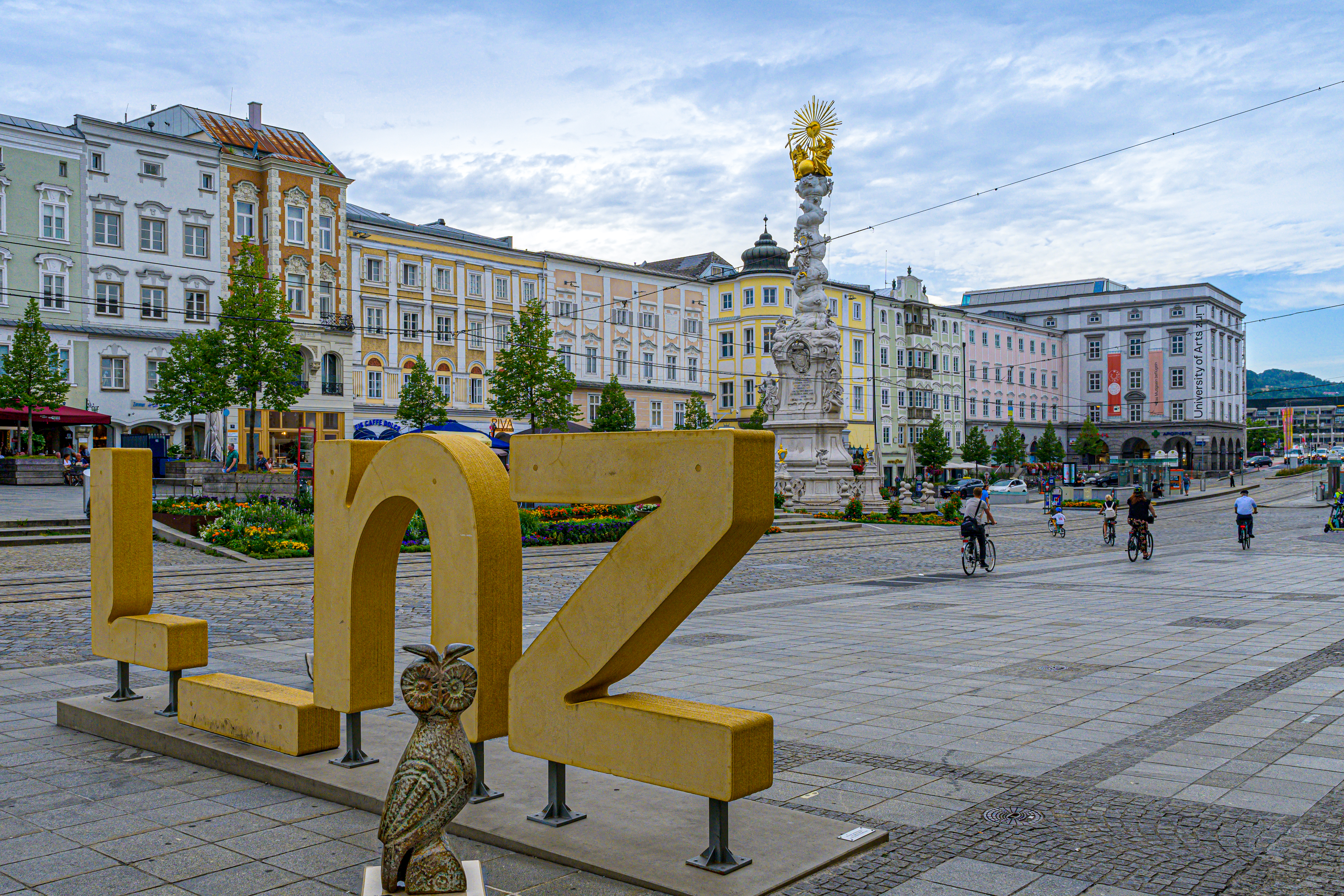
메인 광장
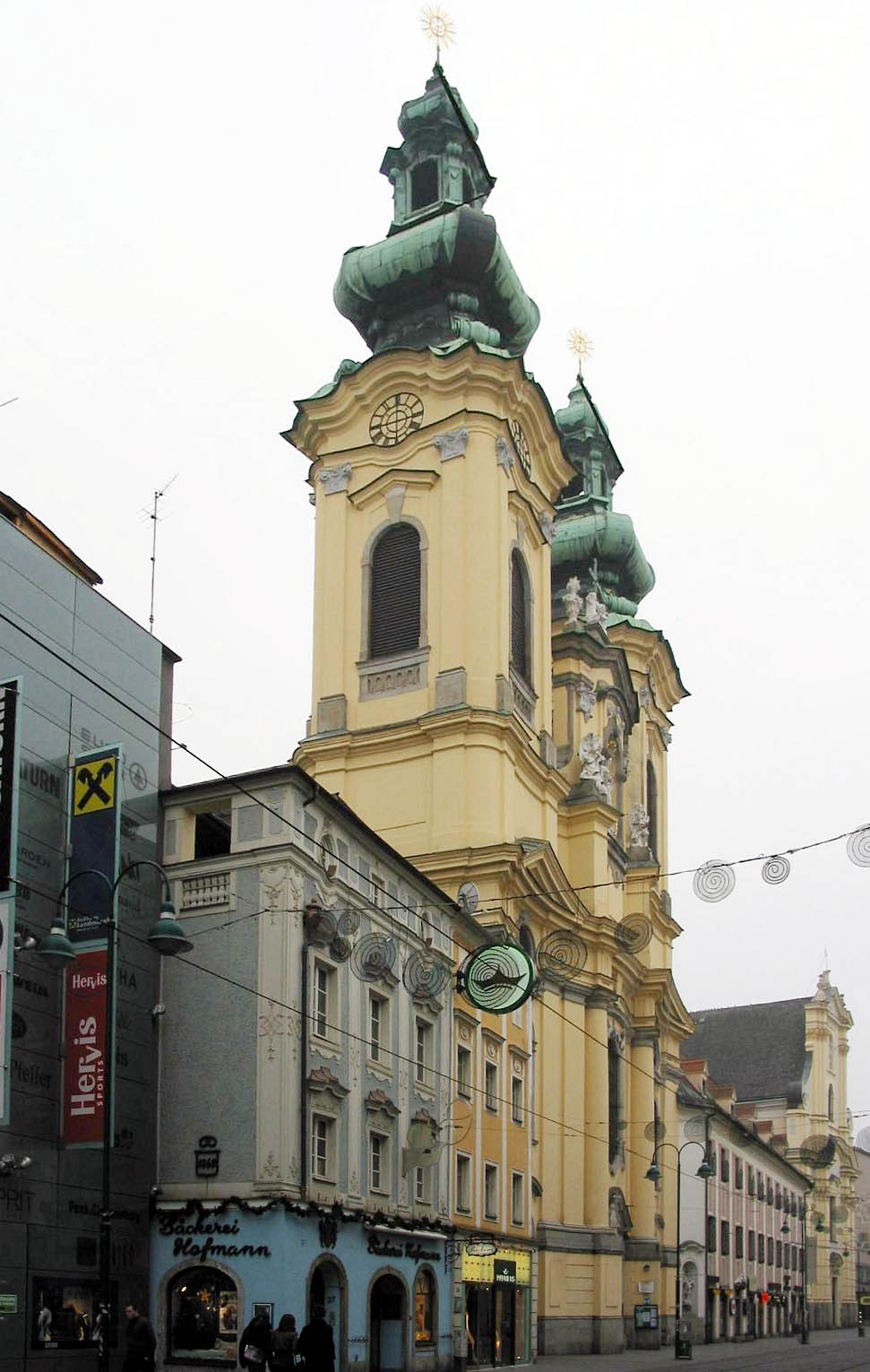
우르슐라 교회
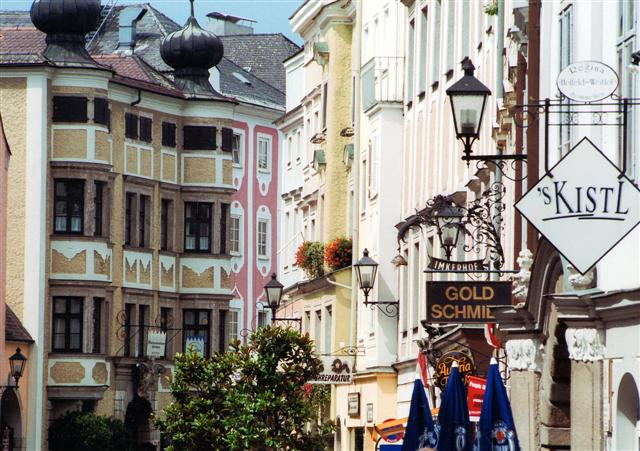
구 시가지
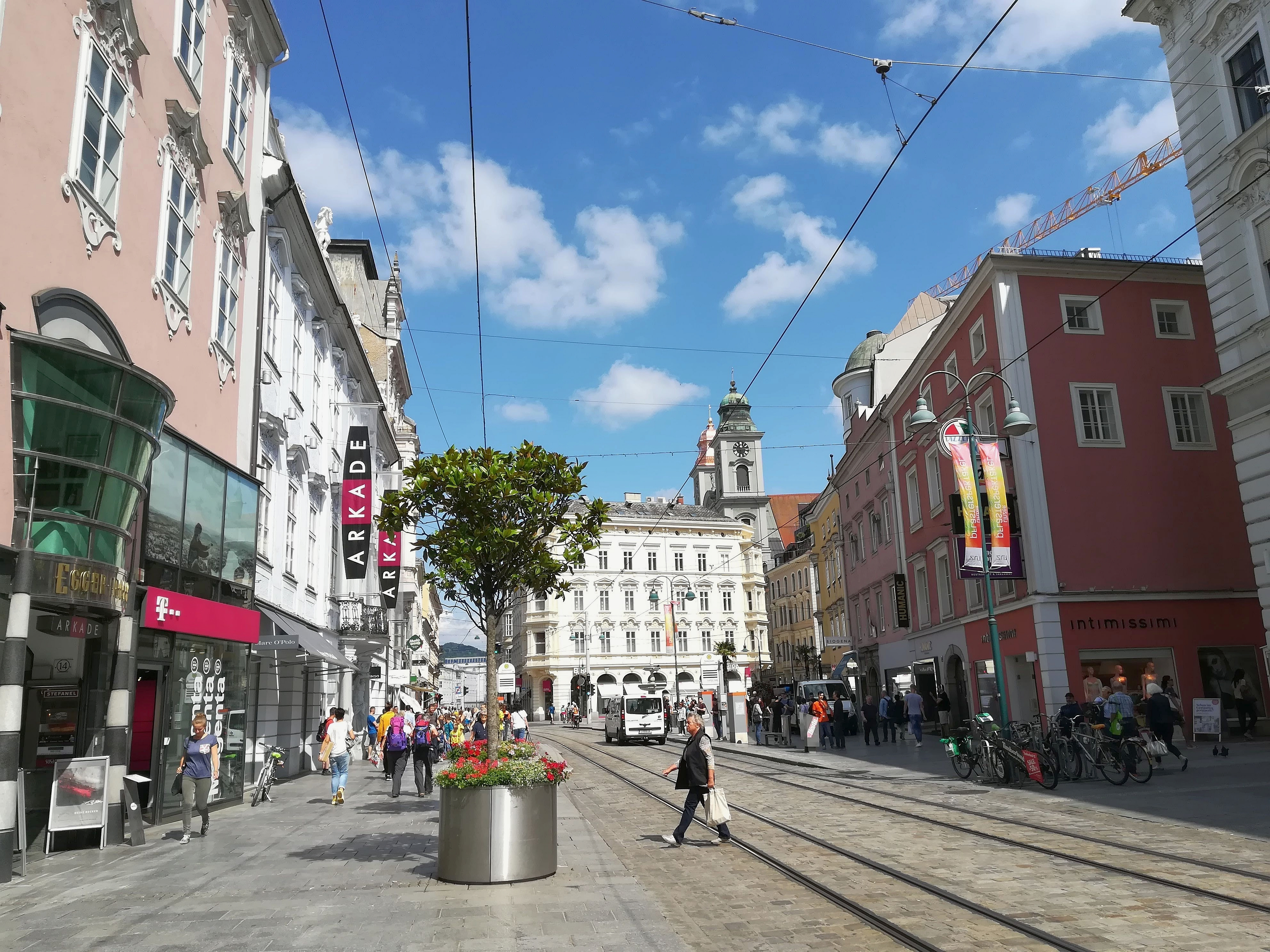
린츠 도심
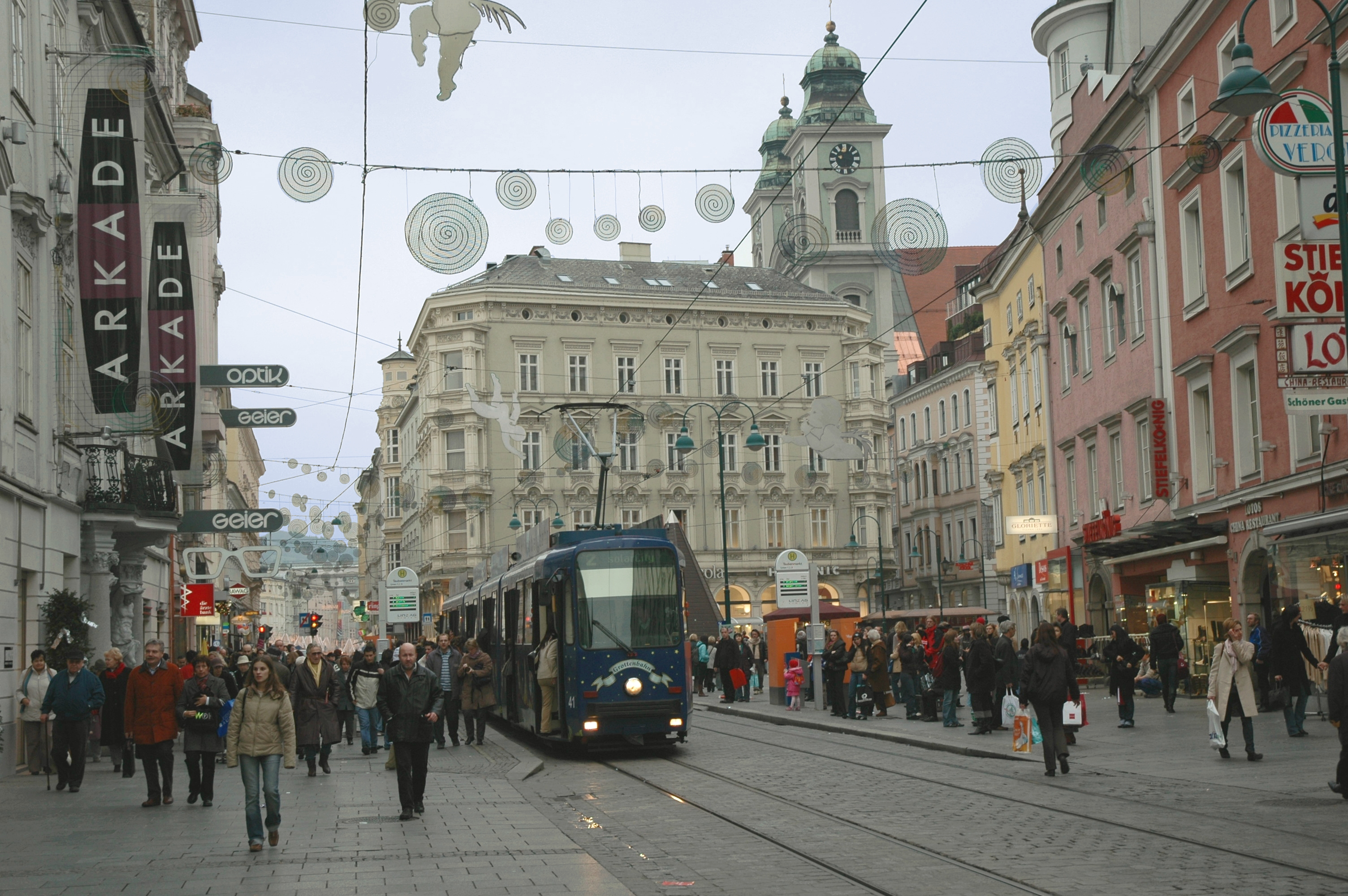
린츠 도심
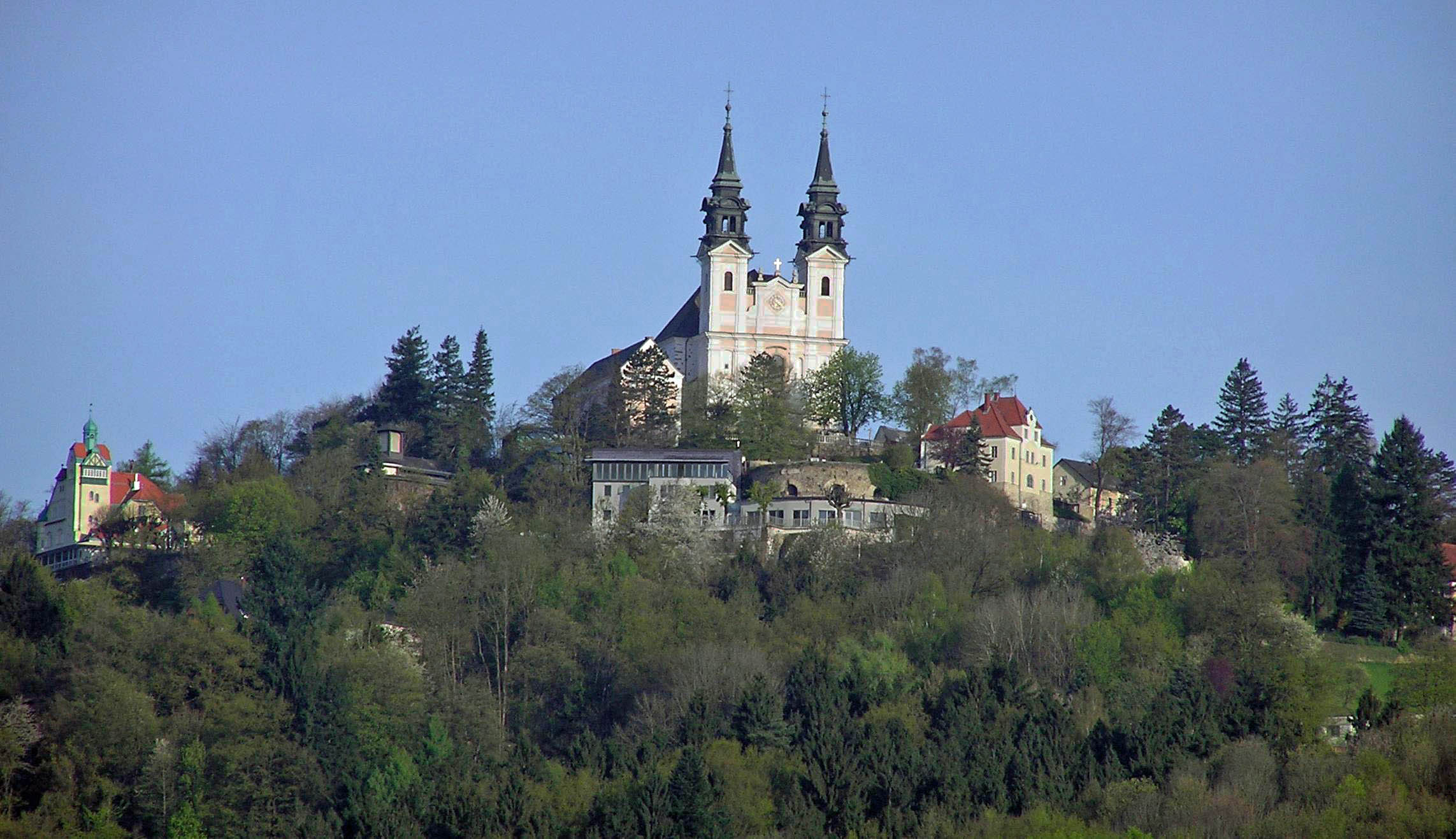
푀스틀링베르크 순례교회
신 성당 내부
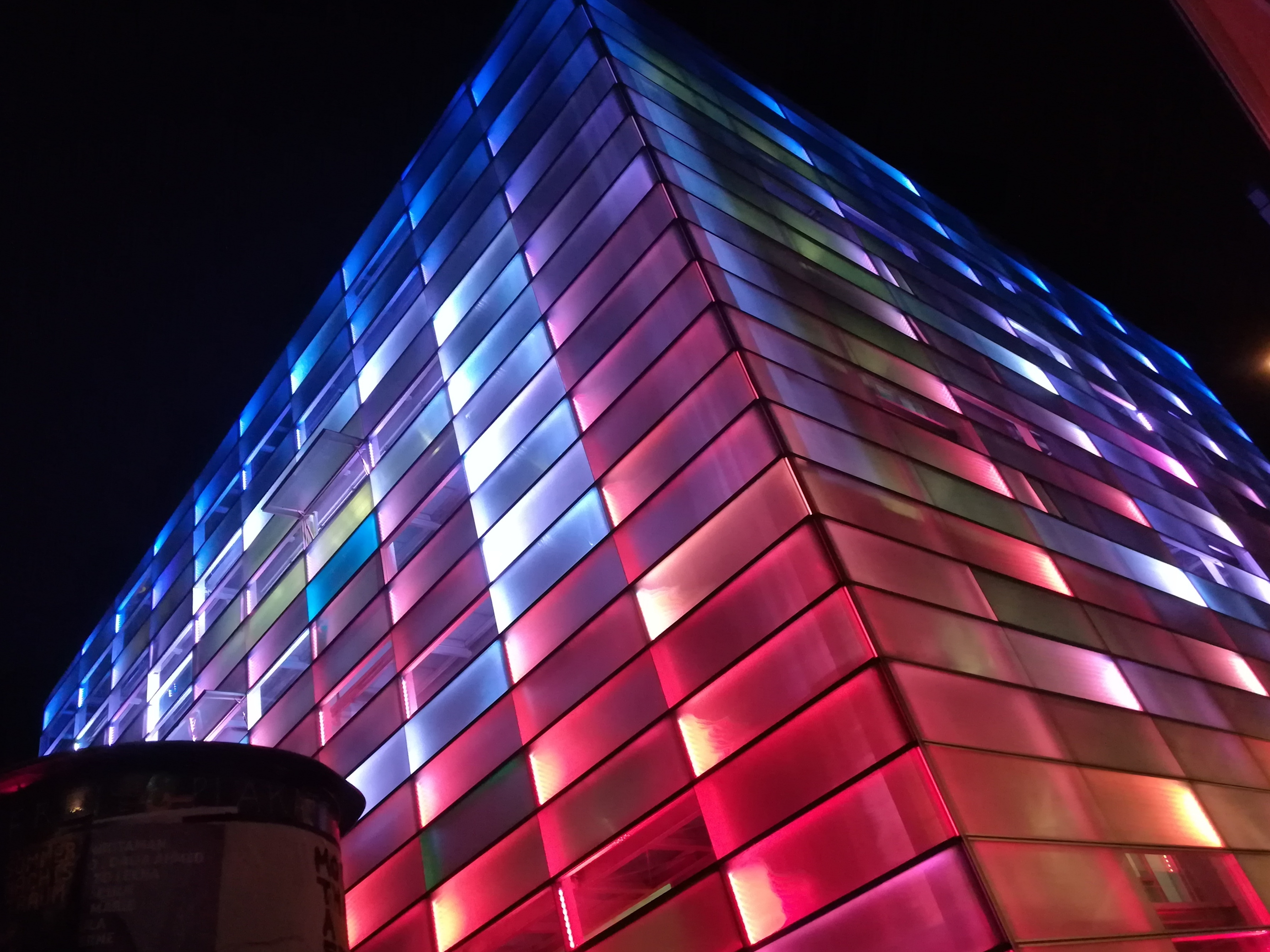
아르스 일렉트로니카 센터 린츠
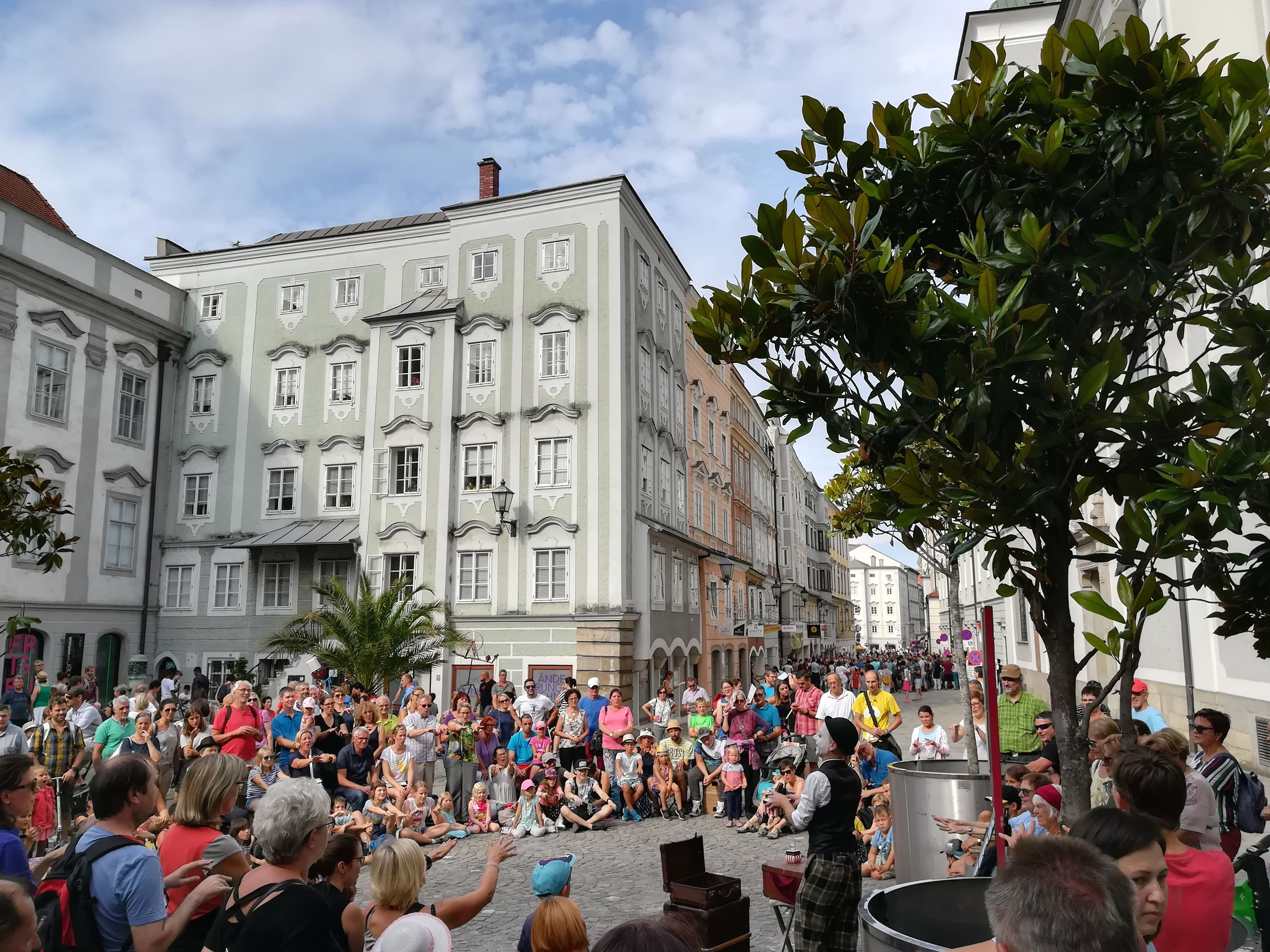
거리 미술
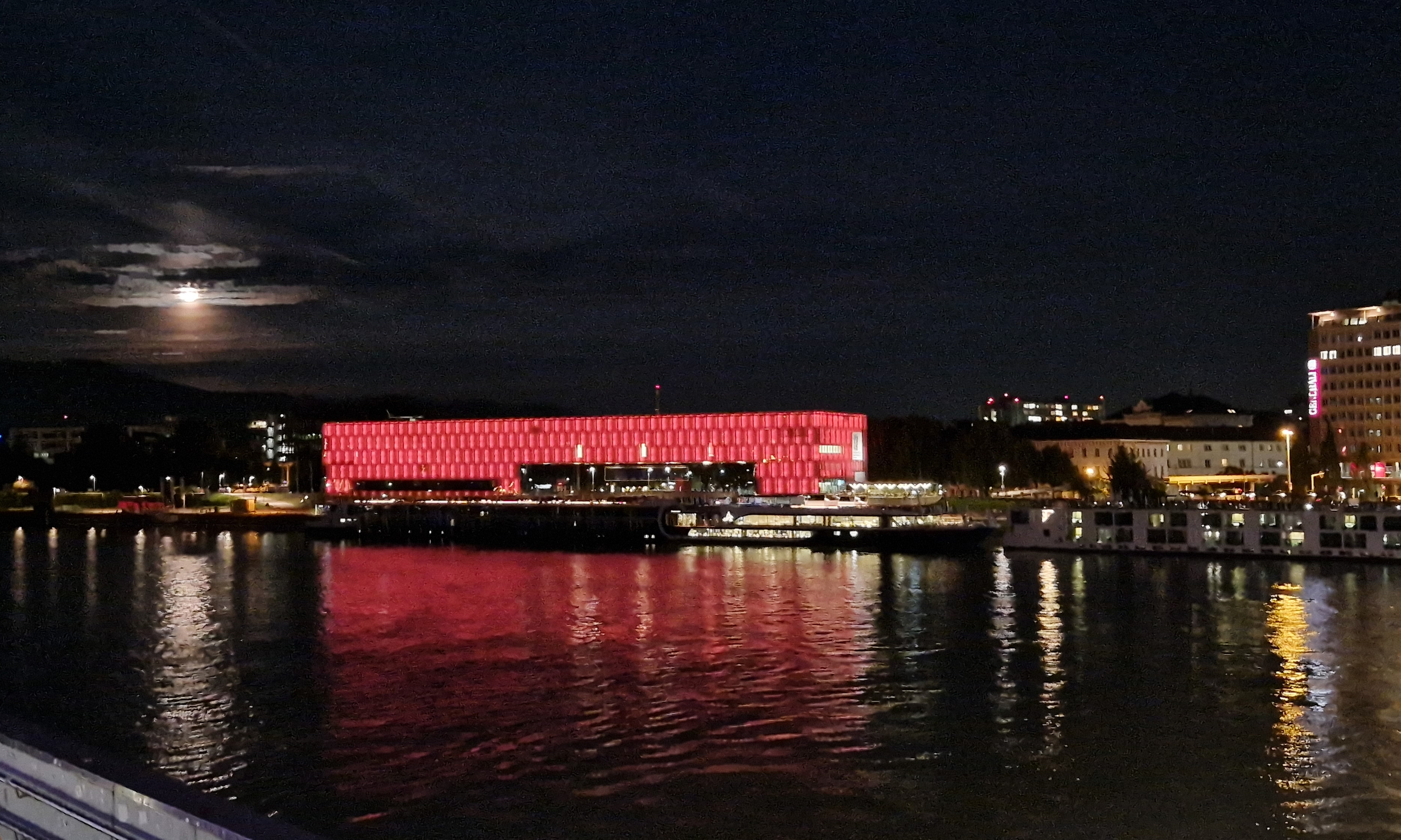
렌토스 미술관

## 같이 보기
- 린처 토르테